# Zoë Bell
Zoë Bell (ur. 17 listopada 1978 na wyspie Waiheke) – nowozelandzka aktorka i kaskaderka.

## Życiorys
Urodziła się w Waiheke Island w rodzinie lekarza i pielęgniarki. Uczęszczała do Auckland Grammar School, a następnie do Selwyn College. Już jako dziecko interesowała się gimnastyką, sportami wyczynowymi i sztukami walki. Gdy miała 14 lat, zadebiutowała jako kaskaderka w jednym z odcinków telenoweli Shortland Street. Następnie dublowała m.in. Lucy Lawless w serialu Xena: Wojownicza księżniczka (niektóre odcinki) i Umę Thurman w filmie Quentina Tarantino Kill Bill.
Jako aktorka zadebiutowała epizodyczną rolą w serialu Cleopatra 2525. Zagrała samą siebie – kaskaderkę Zoe – w thrillerze Quentina Tarantino Grindhouse: Death Proof (2007).

## Filmografia
- Cleopatra 2525 (2000–2001) jako zdrajczyni (gościnnie)
- Reflections (2006) jako kobieta w lustrze
- Grindhouse: Death Proof (Death Proof, 2007) jako Zoe
- Gamer (2009) jako Sandra
- Anioł śmierci (2009) jako Eve
- Game Of Death (2010) jako Floria
- Django (2012) jako tropicielka
- Nienawistna ósemka (2015) jako sześciokonna Judy